# 维特赖
维特赖（法語：Vitray，法語發音：[vitʁɛ]）是法国阿列省的一个旧市镇，属于蒙吕松区。2017年1月1日，维特赖和相邻的莫讷合并为新市镇莫讷-维特赖。

## 地理
维特赖（46°36'41"N, 2°39'34"E）面积29.03 平方千米，位于法国奥弗涅-罗讷-阿尔卑斯大区阿列省，该省份为法国中部省份，北起涅夫勒省、西北接谢尔省，西南至克勒兹省，南至多姆山省，东南临卢瓦尔省，东临索恩-卢瓦尔省。
与维特赖接壤的市镇（或旧市镇、城区）包括：布赖兹、勒布勒通、莫讷、圣博内特龙赛、于尔赛。
维特赖的时区为UTC+01:00、UTC+02:00（夏令时）。

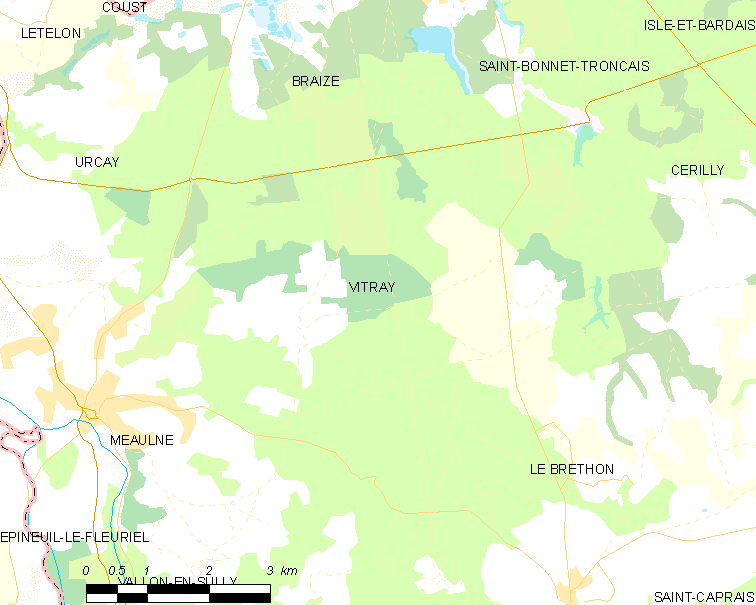
维特赖的OSM定位图

## 行政
维特赖的邮政编码为03360，INSEE市镇编码为03318。

## 政治
维特赖所属的省级选区为波旁拉尔尚博县。

## 人口

1962-2008年间维特赖人口变化图示

维特赖于2018年1月1日时的人口数量为134人。